# Katharina Pistor
Katharina Pistor (Friburg de Brisgòvia, 23 de maig de 1963) és una jurista i articulista alemanya. És especialista en els efectes de les diferents legislacions sobre la creació de riquesa i les desigualtats econòmiques.
Pistor es va formar en dret a la Universitat de Friburg de Brisgòvia i a la Universitat d'Hamburg. És professora i catedràtica de Dret comparat a la Universitat de Colúmbia i directora del Law School's Center on Global Legal Transformation.
La seva recerca i docència se centren en el dret corporatiu, govern corporatiu, diners i finances, drets de propietat, així com dret comparat i institucions jurídiques.

## Obra publicada
- Eigentumsreform mittels institutioneller Investoren. Eine rechtsökonomische Analyse der Massenprivatisierung in Rußland und der Tschechischen Republik. Berlín 2000, ISBN 3-428-09782-3.
- amb Curtis J. Milhaupt: Law and capitalism. What corporate crises reveal about legal systems and economic development around the world. Chicago 2010, ISBN 0-226-52528-7.
- Com a editora amb Olivier De Schutter: Governing access to essential resources. New York 2016, ISBN 978-0-231-17278-3.
- The code of capital. How the law creates wealth and inequality. Princeton 2019, ISBN 978-0-691-17897-4.[5][6]